# Ннамди, Коджо
Рекс Орвилл Монтегю Пол (англ. Rex Orville Montague Paul; род. 8 января 1945, Гайана), более известный как Коджо Ннамди (англ. Kojo Nnamdi) — американский радиожурналист гайанского происхождения. Ведущий программы The Politics Hour на канале WAMU, а также вёл The Kojo Nnamdi Show и Evening Exchange на WHUT-TV с 1985 по 2011 год.

## Биография
Ннамди родился в Британской Гвиане 8 января 1945 года. Будучи учеником старшей школы, Ннамди и его друзья выступали против британского колониализма.
В 1967 году, через год после того, как Гайана стала независимой от британского правления, Ннамди переехал в Монреаль, чтобы поступить в Макгиллский университет. Во время учебы в Макгиллском университете Ннамди заинтересовался движением «Black power». После года учебы в Макгиллском университете Ннамди переехал в Бруклин, США, где работал на Уолл-стрит и вступил в Партию Черных Пантер. Однако вскоре после вступления Ннамди вышел из партии. Ннамди искал организацию, поддерживающую черных националистов и панафриканистов, тогда как к этому времени «Черные пантеры» приняли интернационализм и были полны решимости работать с людьми всех рас на пути к социалистической Америке. Лишь в более позднем возрасте Ннамди принял марксистскую теорию, как это сделали Пантеры.
Ннамди переехал в Вашингтон в 1969 году и поступил в Федеральный городской колледж, ныне Университет округа Колумбия. Во время учебы в колледже Ннамди присоединился к бывшим членам Студенческого координационного комитета ненасильственных действий и сформировал Центр образования чернокожих.
Ннамди начал свою карьеру на радио в 1969 году в качестве актера и режиссера детских пьес, которые транслировались по воскресеньям на вашингтонской ритм-н-блюзовой радиостанции WOL. Взяв эфирный псевдоним «Брат Увезо», Ннамди в 1970 году стал редактором Sauti, программы новостного журнала на WOL. После женитьбы в 1971 году он взял эфирный псевдоним, которое будет использовать до конца своей карьеры, — Коджо Ннамди. Он описал его как «африканское христианское имя и фамилию, которые имели больше смысла», имя «Коджо» было аканским названием понедельника, а фамилия «Ннамди» — в честь первого президента Нигерии Ннамди Азикиве.
В 1973 году Ннамди стал редактором новостей WHUR, радиостанции Университета Говарда, исторически сложившегося университета для чернокожих в Вашингтоне. Позже, став директором новостей, Ннамди помогал создавать местную программу новостей The Daily Drum.
Ннамди покинул WHUR в 1985 году, чтобы присоединиться к WHMM (позже WHUT) в качестве ведущего шоу Evening Exchange. Ннамди вёл Evening Exchange до 2011 года.
31 августа 1998 года Ннамди стал ведущим программы Public Interest на общественной радиостанции Вашингтона WAMU. 30 сентября 2002 года Public Interest был переименован в The Kojo Nnamdi Show.
По пятницам Ннамди ведет The Politics Hour, в котором освещаются темы, связанные с политическими проблемами и событиями в столичном регионе Вашингтона, округ Колумбия, включая прилегающие регионы Мэриленд и Вирджиния.
1 апреля 2021 года Коджо завершил свою ежедневную программу, но The Politics Hour продолжается по пятницам.